# جام باشگاه‌های جهان ۲۰۰۶
جام باشگاه‌های جهان ۲۰۰۶ (با نام رسمی جام باشگاه‌های جهان ژاپن ۲۰۰۶ که توسط تویوتا دلایل حمایت مالی شد) یک تورنمنت فوتبال بود که بین ۱۰ تا ۱۷ دسامبر ۲۰۰۶ در ژاپن برگزار شد. این سومین دوره جام باشگاه‌های جهان بود.
باشگاه‌های قهرمان از هر یک از شش کنفدراسیون در یک تورنمنت حذفی بازی کردند. دیدارهای مرحله یک‌چهارم نهایی با قرعه کشی شامل قهرمانان ای‌اف‌سی، کاف، کونکاکاف و اواف‌سی بود، در حالی که قهرمانان یوفا و کونمبول در نیمه نهایی ملحق شدند. بازنده‌های مرحله یک چهارم نهایی برای مقام پنجم بازی کردند، در حالی که بازنده‌های نیمه نهایی در پلی آف مقام سوم بازی کردند.
مدافع عنوان قهرمانی، سائو پائولو در فینال جام لیبرتادورس ۲۰۰۶ توسط تیم برزیلی اینترناسیونال شکست خورد، که برای اولین بار قهرمان جام باشگاه‌های جهان شد و در نیمه نهایی، الاهلی را شکست داد و سپس در فینال با نتیجه ۱–۰ بارسلونا اسپانیا را شکست داد.
طبق پیشنهاد اولیه، تیمی از کشور میزبان شرکت نکرد. پس از خروج استرالیا از اواف‌سی، نماینده اقیانوسیه، اوکلند سیتی، تیمی کاملا آماتور بود، بنابراین مجبور کردن آنها به بازی پلی آف برای حضور در مرحله یک چهارم نهایی مقابل قهرمان جی‌لیگ (گامبا اوساکا) در نظر گرفته شد. که می توانست منافع محلی را نیز ارتقا دهد. این تغییر همچنین باعث حذف پلی آف رتبه پنجم می‌شد تا تعداد بازی‌ها دست نخورده باقی بماند. این پیشنهاد در نهایت رد شد، اما قالب مسابقات برای سال ۲۰۰۷ تغییر کرد.

## تیم‌های حاضر
| تیم                   | کنفدراسیون         | صلاحیت                                        | حضور               |
| ورود در نیمه نهایی    | ورود در نیمه نهایی | ورود در نیمه نهایی                            | ورود در نیمه نهایی |
| --------------------- | ------------------ | --------------------------------------------- | ------------------ |
| بارسلونا              | یوفا               | قهرمان لیگ قهرمانان اروپا ۰۶–۲۰۰۵             | اولین              |
| اینترناسیونال         | کونمبول            | قهرمان جام لیبرتادورس ۲۰۰۶                    | اولین              |
| ورود در یک‌چهارم نهایی |                    |                                               |                    |
| چونبوک هیوندای موتورز | ای‌اف‌سی             | قهرمان لیگ قهرمانان آسیا ۲۰۰۶                 | اولین              |
| الاهلی                | کاف                | قهرمان لیگ قهرمانان آفریقا ۲۰۰۶               | دومین (قبلی: ۲۰۰۵) |
| آمریکا                | کونکاکاف           | قهرمان جام قهرمانان کونکاکاف ۲۰۰۶             | اولین              |
| اوکلند سیتی           | اواف‌سی             | قهرمان مسابقات باشگاهی قهرمانی اقیانوسیه ۲۰۰۶ | اولین              |

## ورزشگاه‌ها
توکیو، یوکوهاما و تویوتا، ۳ شهری بودند که مسابقات را میزبانی کردند.
| یوکوهاما                                                                  | توکیو                                                                     | تویوتا                                                                    |
| ------------------------------------------------------------------------- | ------------------------------------------------------------------------- | ------------------------------------------------------------------------- |
| ورزشگاه بین‌المللی یوکوهاما                                                | ورزشگاه ملی                                                               | ورزشگاه تویوتا                                                            |
| ۳۵°۳۰′۳۶٫۱۶″ شمالی ۱۳۹°۳۶′۲۲٫۴۹″ شرقی / ۳۵٫۵۱۰۰۴۴۴°شمالی ۱۳۹٫۶۰۶۲۴۷۲°شرقی | ۳۵°۴۰′۴۱٫۰۰″ شمالی ۱۳۹°۴۲′۵۳٫۰۰″ شرقی / ۳۵٫۶۷۸۰۵۵۶°شمالی ۱۳۹٫۷۱۴۷۲۲۲°شرقی | ۳۵°۰۵′۰۴٫۰۲″ شمالی ۱۳۷°۱۰′۱۴٫۰۲″ شرقی / ۳۵٫۰۸۴۴۵۰۰°شمالی ۱۳۷٫۱۷۰۵۶۱۱°شرقی |
| گنجایش: ۷۲,۳۲۷                                                            | گنجایش: ۵۷,۳۶۳                                                            | گنجایش: ۴۵,۰۰۰                                                            |
|                                                                           |                                                                           |                                                                           |
| یوکوهاماتوکیوتویوتاجام باشگاه‌های جهان ۲۰۰۶ (ژاپن) ·                       |                                                                           |                                                                           |

## داوران
| کنفدراسیون | داوران                          | کمک داوران                     |
| ---------- | ------------------------------- | ------------------------------ |
| ای‌اف‌سی     | خلیل الغامدی صبح‌الدین محمد صالح | عیسی غولوم حمدی القادری        |
| کاف        | جرومه دامون                     | ایناک مولیفی کلستین نتاگونگیرا |
| کونکاکاف   | کارلوس باترس                    | کارلوس پاسترانا لیونل لئال     |
| کونمبول    | اسکار رویز                      | ویلسون بریو رافائل یانیز       |

## بازی‌ها
تمامی زمان‌ها بر اساس زمان استاندارد ژاپن (یوتی‌سی ۹:۰۰+) هستند.

### یک‌چهارم نهایی
| اوکلند سیتی | ۰–۲   | الاهلی                     |
| ----------- | ----- | -------------------------- |
|             | گزارش | فلاویو ۵۱' · ابو تریکه ۷۳' |

| چونبوک هیوندای موتورز | ۰–۱   | آمریکا    |
| --------------------- | ----- | --------- |
|                       | گزارش | روخاس ۷۹' |

### نیمه نهایی
| الاهلی     | ۱–۲   | اینترناسیونال                |
| ---------- | ----- | ---------------------------- |
| فلاویو ۵۴' | گزارش | پاتو ۲۳' · لوئیز آدریانو ۷۲' |

| آمریکا | ۰–۴   | بارسلونا                                            |
| ------ | ----- | --------------------------------------------------- |
|        | گزارش | گودیانسن ۱۱' · مارکز ۳۰' · رونالدینیو ۶۵' · دکو ۸۵' |

### مسابقه مقام پنجم
| اوکلند سیتی | ۰–۳   | چونبوک هیوندای موتورز                                          |
| ----------- | ----- | -------------------------------------------------------------- |
|             | گزارش | لی هیون سئونگ ۱۷' · کیم هیونگ بوم ۳۱' · زی کارلوس ۷۳' (پنالتی) |

### رده بندی
| الاهلی             | ۲–۱   | آمریکا    |
| ------------------ | ----- | --------- |
| ابو تریکه ۴۲'، ۷۹' | گزارش | کابنس ۵۹' |

### فینال
| اینترناسیونال      | ۱–۰   | بارسلونا |
| ------------------ | ----- | -------- |
| آدریانو گابریو ۸۲' | گزارش |          |

## قهرمان
| قهرمان جام باشگاه‌های جهان ۲۰۰۶ |
| ------------------------------ |
| اینترناسیونال                  |
| اولین قهرمانی                  |

## گلزنان
| رتبه | بازیکن         | تیم                   | گل‌ها |
| ---- | -------------- | --------------------- | ---- |
| ۱    | محمد ابو تریکه | الاهلی                | ۳    |
| ۲    | فلاویو         | الاهلی                | ۲    |
| ۳    | دکو            | بارسلونا              | ۱    |
| ۳    | ایدور گودیانسن | بارسلونا              | ۱    |
| ۳    | رافائل مارکز   | بارسلونا              | ۱    |
| ۳    | رونالدینیو     | بارسلونا              | ۱    |
| ۳    | سالوادور کابنس | آمریکا                | ۱    |
| ۳    | ریکاردو روخاس  | آمریکا                | ۱    |
| ۳    | لوئیز آدریانو  | اینترناسیونال         | ۱    |
| ۳    | آدریانو        | اینترناسیونال         | ۱    |
| ۳    | الکساندر پاتو  | اینترناسیونال         | ۱    |
| ۳    | کیم هیونگ-بوم  | چونبوک هیوندای موتورز | ۱    |
| ۳    | ژی کارلو       | چونبوک هیوندای موتورز | ۱    |
| ۳    | لی هیون-سئونگ  | چونبوک هیوندای موتورز | ۱    |

## جوایز
| توپ طلای آدیداس جایزه تویوتا | توپ نقره آدیداس       | توپ برنز آدیداس       |
| ---------------------------- | --------------------- | --------------------- |
| دکو (بارسلونا)               | ایرلی (اینترناسیونال) | رونالدینیو (بارسلونا) |
| جایزه بازی جوانمردانه        |                       |                       |
| بارسلونا                     |                       |                       |